# Vyplachovač a výkal
Vyplachovač a výkal (v anglickém originále Douche and Turd) je osmý díl osmé řady amerického animovaného televizního seriálu Městečko South Park.

## Děj
Společnost PETA začne na Southparkské škole protestovat proti tomu, že mají jako maskota krávu. Takže si škola musí zvolit jiného maskota. Kyle si začne myslet, že by se novým maskotem měl stát výkalový sendvič. Cartman chce zase za maskota obří vyplachovač. Stan se mezitím nemůže rozhodnout, koho zvolit. Podle něj je mu volba mezi výkalovým sendvičem a vyplachovačem jedno a za to, že nechce volit, je poslán z města do vyhnanství. Nakonec se dostane do tábora, kam zamířili ti, co volit také nechtěli. Tam se nakonec semele přestřelka, při níž je Stan postřelen do ruky. Nakonec se rozhodne volit. Jenže jeho volba je neplatná a kráva dále zůstává školním maskotem.